# Державні нагороди Азербайджану
Держа́вні нагоро́ди Азербайджа́ну — найвища форма заохочення громадян за видатні заслуги в захисті країни, державному будівництві, економіці, науці, культурі, мистецтві, вихованні, освіті, охороні здоров'я, життя і прав громадян, благодійної діяльності та інші видатні заслуги перед державою.

## Види державних нагород
Для нагородження за видатні і виняткові заслуги перед Республікою Азербайджан, законом визначено державні нагороди:
- Звання Національного Героя Азербайджану
- Ордени Республіки Азербайджан
- Медалі Республіки Азербайджан
- Почесні звання Республіки Азербайджан

## Право нагородження
Президент Республіки Азербайджан присвоює найвище звання Національного Героя Азербайджану, нагороджує орденами і медалями Республіки Азербайджан, присвоює Почесні звання Республіки Азербайджан, видаючи про це Укази.

## Перелік державних нагород

### Найвище звання

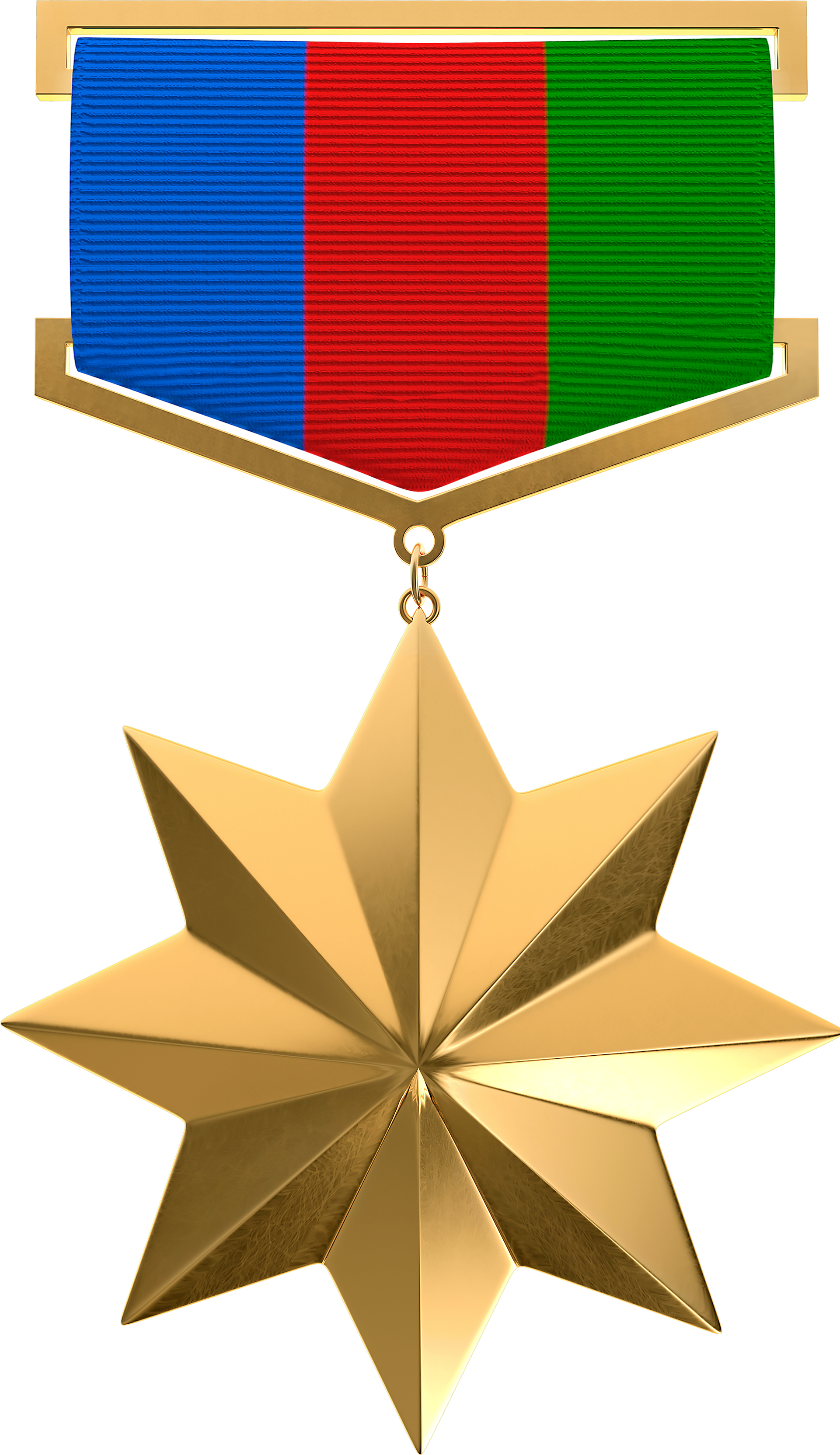
Національний герой Азербайджану

- Національний герой Азербайджану

### Ордени
- Орден «Гейдар Алієв» (заснований у 2005)
- Орден «Незалежність» (заснований у 1993)
- Орден «Шах Ісмаїл» (заснований у 1993)
- Орден «Азербайджанський прапор» (заснований у 1993)
- Орден «Слава» (заснований у 1993)
- Орден «Честь» (заснований у 2007)
- Орден «Дружба» (заснований у 2007)
- Орден «За службу Батьківщині» (заснований у 2003)

### Медалі
- Особам, удостоєним найвищого звання «Національний Герой Азербайджану», вручається Медаль «Золота Зірка» (заснована в 1992).
- Медаль «За вітчизну» (заснована в 1998)
- Медаль «За відвагу» (заснована в 1998)
- Медаль «Прогрес» (заснована в 1993)
- Медаль «За військові заслуги» (заснована в 1993)
- Медаль «За відзнаку у військовій службі» (заснована в 2002)
- Медаль «За відзнаку на кордоні» (заснована в 1993)
- Медаль «За заслуги у військовій співпраці» (заснована в 2002)
- Медаль «Ветеран Збройних сил Азербайджанської Республіки» (заснована в 2002)
- Медаль «За бездоганну службу» (заснована в 2002)
- Медаль «За відзнаку в державній службі» (заснована в 2003)
- Медаль «За бездоганну службу в органах внутрішніх справ» (заснована в 2006)
- Медаль «За відзнаку в дипломатичній службі» (заснована в 2009)
- Золота медаль імені Нізамі Гянджеві (заснована в 2014)

### Почесні звання
- Народний артист Республіки Азербайджан;
- Народний письменник Республіки Азербайджан;
- Народний поет Республіки Азербайджан;
- Народний художник Республіки Азербайджан;
- Заслужений діяч науки Республіки Азербайджан;
- Заслужений педагог Республіки Азербайджан;
- Заслужений артист Республіки Азербайджан;
- Заслужений художник Республіки Азербайджан;
- Заслужений діяч мистецтв Республіки Азербайджан;
- Заслужений працівник культури Республіки Азербайджан;
- Заслужений архітектор Республіки Азербайджан;
- Заслужений журналіст Республіки Азербайджан;
- Заслужений лікар Республіки Азербайджан;
- Заслужений працівник економіки Республіки Азербайджан;
- Заслужений юрист Республіки Азербайджан;
- Заслужений діяч фізичної культури і спорту Республіки Азербайджан;
- Заслужений працівник фізичної культури Республіки Азербайджан;
- Заслужений тренер Республіки Азербайджан.

## Правове становище нагороджених державними нагородами СРСР і Азербайджанської РСР
Враховуючи заслуги громадян Республіки Азербайджан, нагороджених державними нагородами колишніх СРСР і Азербайджанської РСР, за ними зберігаються права і обов'язки, передбачені законодавством колишніх СРСР і Азербайджанської РСР про нагороди.